# 圣费尔南多
圣费尔南多（西班牙語：San Fernando，發音：[san feɾnˈando]）是西班牙安达卢西亚自治区加的斯省的一个市镇。总面积35平方公里，2016年总人口95,949人。

## 地名语源
圣费尔南多市现在的名称是由国王费尔南多七世在西班牙独立战争期间授予的。在这之前的正式名称一直是，简称为（莱昂岛）或。一些学者认为它与“狮子”一词同源，可能来自希腊神话关于赫拉克勒斯击败并杀死狮王的传说，而地点可能就发生在古代的加的斯群岛（现加的斯湾）。

## 地理

### 位置

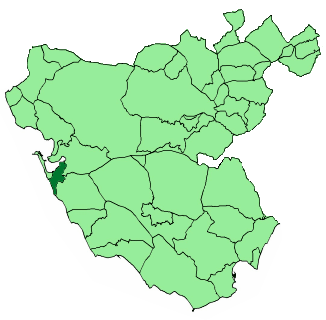
圣费尔南多在加的斯省的位置

圣费尔南多市位于南欧的伊比利亚半岛南部安达卢西亚自治区大西洋沿岸（俗称阳光海岸）。圣费尔南多市地处加的斯湾内部的莱昂岛上，通过连岛沙洲与加的斯相连。
| 西北: 加的斯湾       | 北: 雷亚尔港 | 东北: 雷亚尔港             |
| 西: 加的斯 和 大西洋 |              | 东: 奇克拉纳德拉夫龙特拉   |
| 西南: 大西洋         | 南: 大西洋   | 东南: 奇克拉纳德拉夫龙特拉 |

### 自然

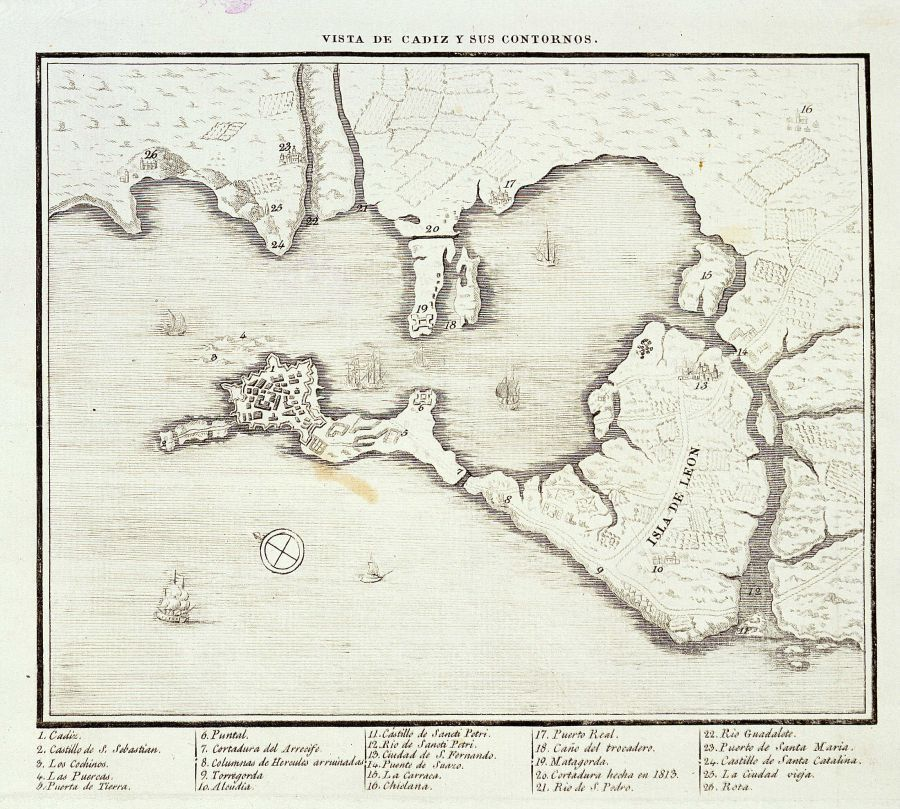
1813年的地图

圣费尔南多市区近四分之三位于加的斯湾自然公园内。这个部分包括大片河流湿地、沼泽和鹽田；在涨潮期间，一些区域会被淹没。自然公园内成立有若干个自然保护区。地中海与大西洋是决定这片湿地自然生态特征的关键。
在沿海的泥淖地区，螺、螃蟹、蛤蜊和蝦等物种广泛存在；在盐滩地区，有所谓的沼鱼、鰨、歐洲鱸和金頭鯛等鱼类。值得一提的是，食盐的开采一直是该市经济的重要组成成分之一。然而近年来用于生产的盐沼寥寥无几，因为它们已经被养鱼场所取代。盐业生产对莱昂岛的自然环境造成了非常不利的影响，因为它需要填埋数千公顷的沼泽地。
圣费尔南多的鸟类包括北方塘鹅、鷿鷈、鸬鹚、鷗和涉禽类等，它们在沙滩上较为常见。在河口和盐沼地区，还有长脚鹬属、白鹭和反嘴鹬等。在水田地带，也会出现火烈鸟和鹗。

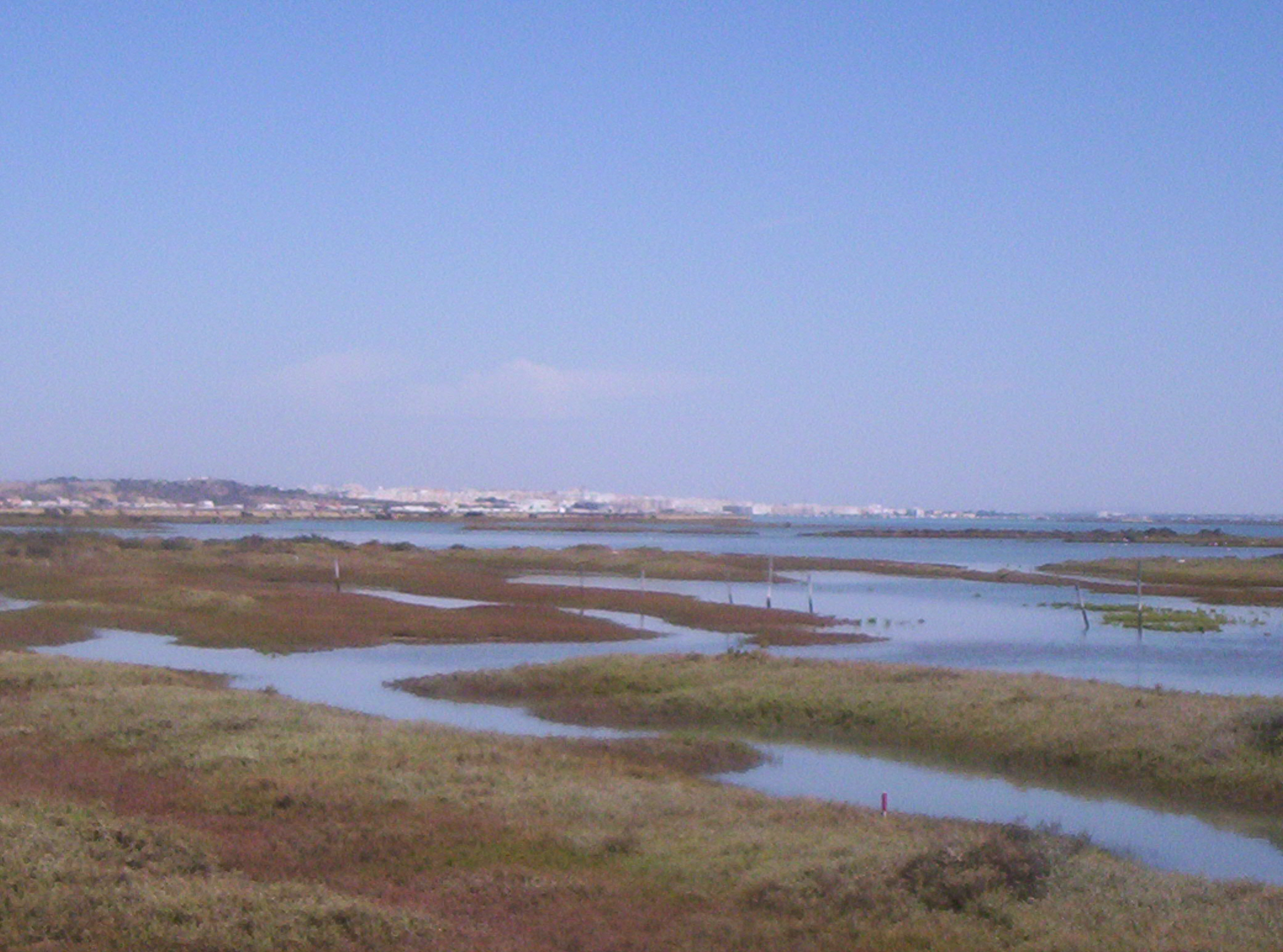
湿地
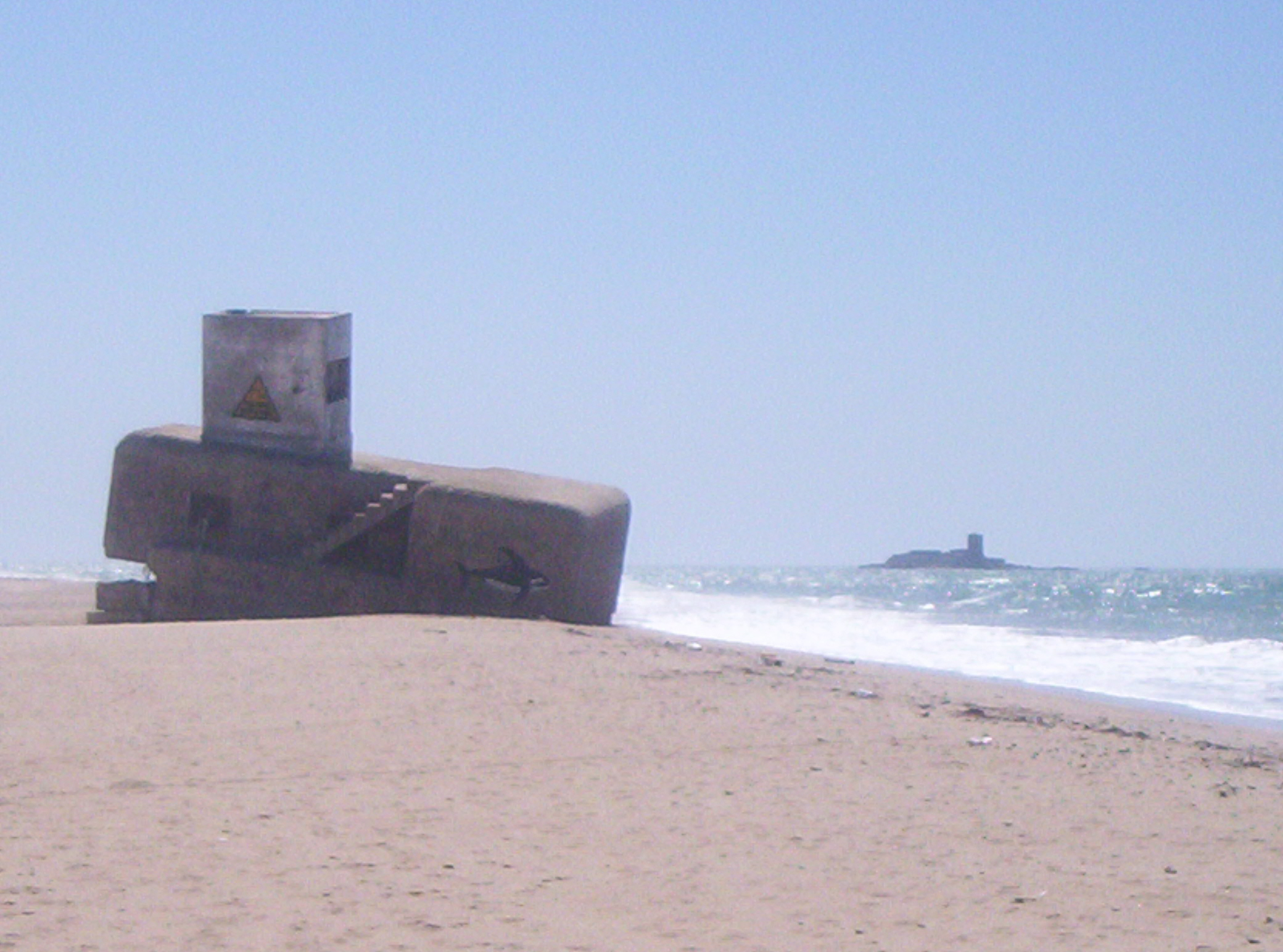
沙滩
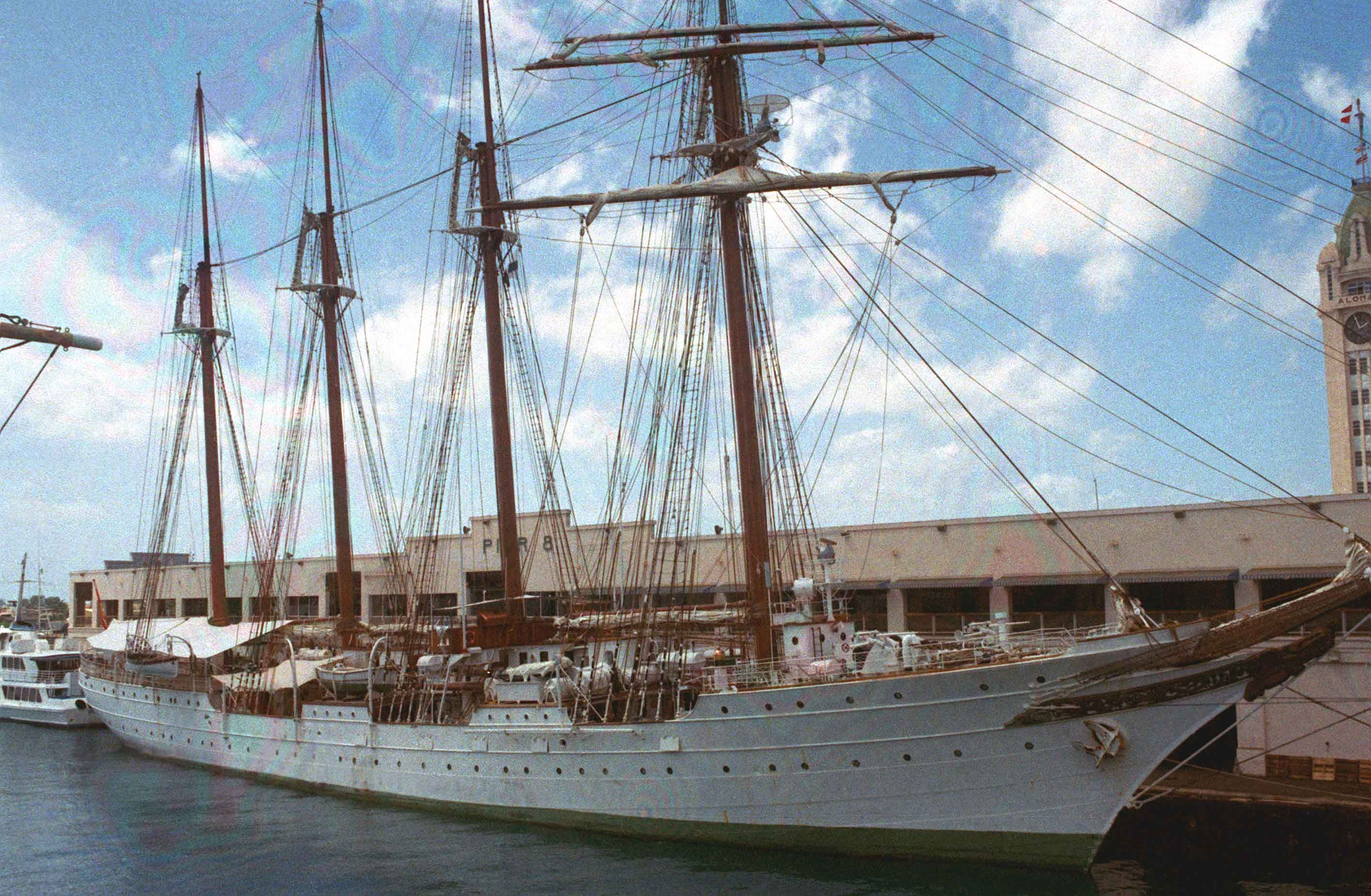
港口船只
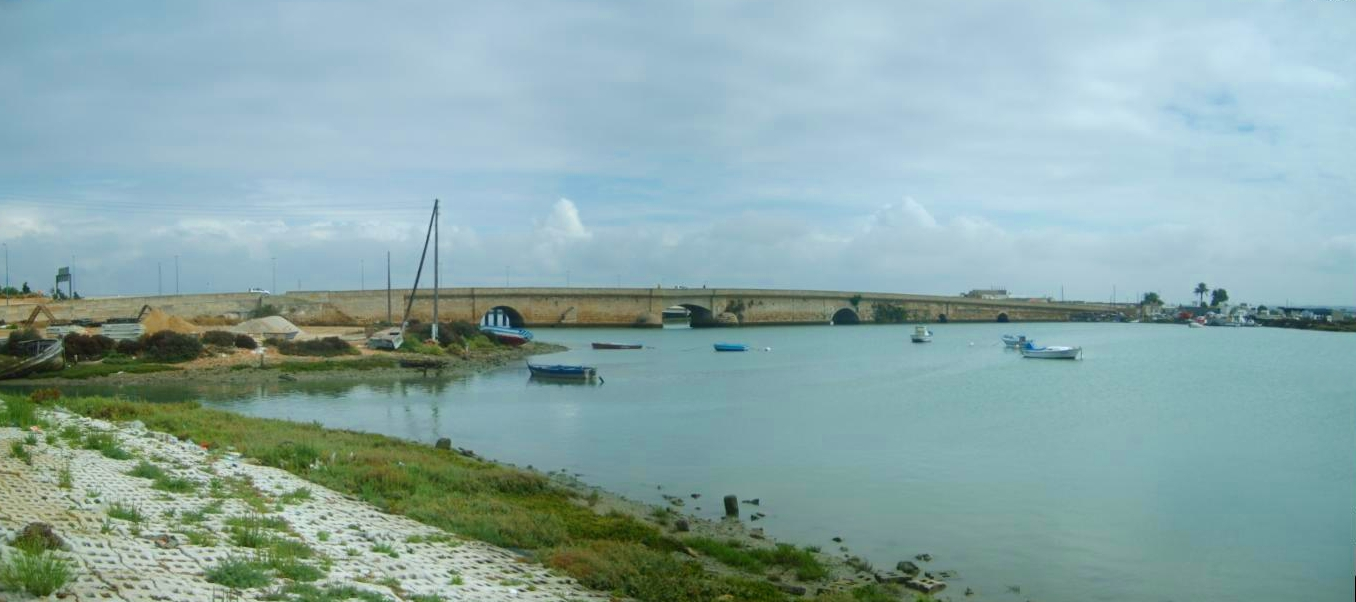
Zuazo港

### 气候
圣费尔南多属亚热带气候，同时受地中海与大西洋的影响，全年温和少雨，平均气温约19℃。全年日照时间约3000小时，平均降雨量约600毫米。
| 圣费尔南多                            | 圣费尔南多 | 圣费尔南多 | 圣费尔南多 | 圣费尔南多 | 圣费尔南多 | 圣费尔南多 | 圣费尔南多 | 圣费尔南多 | 圣费尔南多 | 圣费尔南多 | 圣费尔南多 | 圣费尔南多 | 圣费尔南多  |
| 月份                                  | 1月        | 2月        | 3月        | 4月        | 5月        | 6月        | 7月        | 8月        | 9月        | 10月       | 11月       | 12月       | 全年        |
| ------------------------------------- | ---------- | ---------- | ---------- | ---------- | ---------- | ---------- | ---------- | ---------- | ---------- | ---------- | ---------- | ---------- | ----------- |
| 平均高温 °C（°F）                     | 17 (63)    | 17 (63)    | 19 (66)    | 21 (70)    | 23 (73)    | 25 (77)    | 28 (82)    | 28 (82)    | 28 (82)    | 26 (79)    | 22 (72)    | 19 (66)    | 22.8 (73.0) |
| 平均低温 °C（°F）                     | 10 (50)    | 11 (52)    | 13 (55)    | 14 (57)    | 16 (61)    | 20 (68)    | 23 (73)    | 23 (73)    | 22 (72)    | 20 (68)    | 16 (61)    | 12 (54)    | 16.7 (62.1) |
| 平均降雨量 mm（）                     | 83 (3.3)   | 73 (2.9)   | 60 (2.4)   | 61 (2.4)   | 31 (1.2)   | 9 (0.4)    | 2 (0.1)    | 4 (0.2)    | 14 (0.6)   | 67 (2.6)   | 77 (3.0)   | 118 (4.6)  | 603 (23.7)  |
| 来源：Agencia Estatal de Meteorología |            |            |            |            |            |            |            |            |            |            |            |            |             |

## 人口

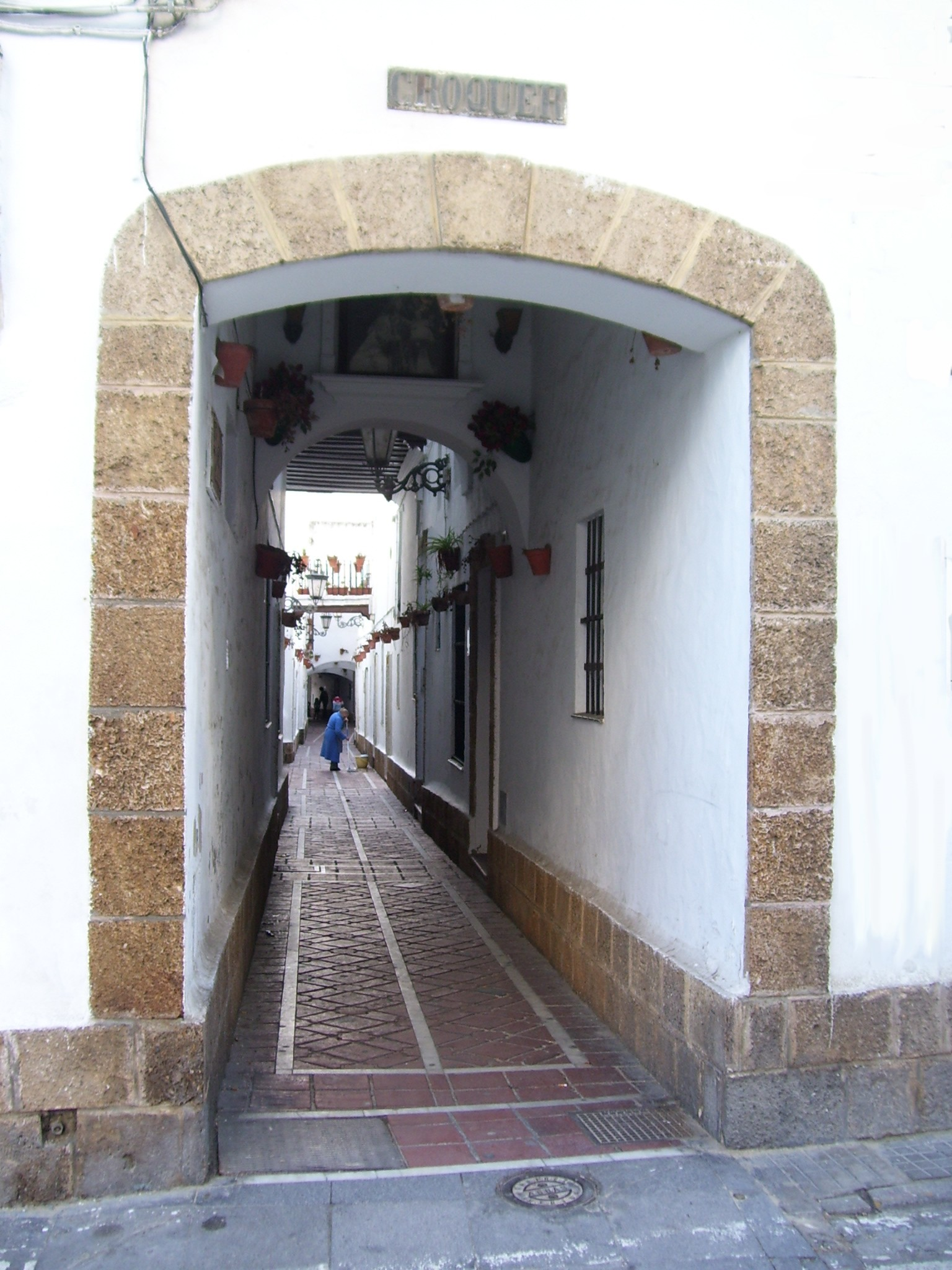
胡同

| 圣费尔南多历史人口变化图                                     |
|                                                              |
| 法定人口，西班牙国家统计局（INE）的数据 市议会登记的人口数量 |

## 著名人物
- 卡馬隆·德拉伊斯拉（1950年－1992年）：弗拉门戈男歌手[19]。
- 安娜·伊達戈（1958年6月19日－）：女性政治家，2014年4月5日开始就任法国巴黎市长[20]。

## 友好城市
- 西班牙 巴塞罗那省  巴达洛纳
- 法國 法蘭西島大區  蒙蒂尼勒布勒托讷
- 墨西哥  瓜納華托州[21]